# Petit-Couronne
 Petit-Couronne  es una población y comuna francesa, en la región de Alta Normandía, departamento de Sena Marítimo, en el distrito de Rouen y cantón de Grand-Couronne.

## Demografía
| 3901 | 4861 | 5686 | 6340 | 8122 | 8621 |
| Para los censos de 1962 a 1999 la población legal corresponde a la población sin duplicidades (Fuente: INSEE [Consultar]) |      |      |      |      |      |